# مقاطعة فالز (تكساس)
مقاطعة فالز (بالإنجليزية: Falls  County)‏ هي إحدى المقاطعات في ولاية تكساس، الولايات المتحدة الأمريكية.

## أعلام
- أدريان كالدويل